# 稲永新田
稲永新田（いなえいしんでん）は、愛知県名古屋市港区の地名。丁番を持たない単独町名。現在、5つの小字が設置されている。

## 地理
港区南部に位置する。現在は道路用地などの僅かな部分のみが存在する。東・南は潮凪町、西は稲永、北は一州町に接する。字り・ちは、稲永東公園南東部に飛び地として存在し周囲を稲永三丁目に接する。

### 字一覧
稲永新田の一部には小字が残る。稲永新田の小字は以下の通り。消滅した字については背景色    で示す。
| 字                     | 字                   |
| ---------------------- | -------------------- |
| い                     | か                   |
| そ                     | た                   |
| ち                     | つ                   |
| と                     | な                   |
| に                     | 西屋敷（にしやしき） |
| ぬ                     | ね                   |
| 野跡（のせき）         | は                   |
| 東屋敷（ひがしやしき） | へ                   |
| ほ                     | 屋敷（やしき）       |
| よ                     | ら                   |
| り                     | る                   |
| れ                     | ろ                   |
| を                     | わ                   |

## 歴史
稲富新田と永徳新田が合併して成立した稲永新田を前身とする。
- 稲富新田
  - 稲富新田（いなとみしんでん）は、尾張国愛知郡の新田で、熱田前新田南西の海面を文政3年、粟田兵部が埋め立てたことで成立したという[1]。開発資金の面では内田忠次郎のバックアップがあったとされる[1]。1869年（明治2年）の記録には、荒地であるために無税だったとある[1]。1876年（明治9年）[注釈 1]もしくは1878年（明治11年）に永徳新田と合併し、稲永新田となっている[1]。
- 永徳新田
  - 永徳新田（えいとくしんでん）は、尾張国愛知郡の新田で、宝来新田および稲富新田の南側海面を文政9年に熱田の大喜下総により開発された[2]。ただし、稲富新田と同様に内田忠次郎による開発ともされる[2]。安政年間に台風により大破し、海に還っていたが、慶応2年に岐阜の渡辺甚吉を中心に修復した[2]。稲富新田同様荒地であり無税だったとされる[2]。

### 町名の由来
稲富新田と永徳新田の合併により成立したことによる合成地名。

### 行政区画の変遷
- 1878年（明治11年）12月28日 - 愛知郡稲富新田と永徳新田が合併し、同郡稲永新田となる[4]。
- 1889年（明治22年）10月1日 - 合併に伴い、愛知郡寛政村大字稲永新田となる[4]。
- 1906年（明治39年）5月10日 - 合併に伴い、愛知郡小碓村大字稲永新田となる[4]。
- 1907年（明治40年）7月16日 - 合併に伴い、名古屋市稲永新田となる[4]。
- 1908年（明治41年）4月1日 - 南区成立により、同区稲永新田となる[4]。
- 1912年（大正元年）9月22日 - 台風により人家が壊滅的な被害を受ける[5]。30人死亡[5]。
- 1913年（大正2年）4月29日 - 名古屋尚農会により採種田が設置される[6]。
- 1930年（昭和5年）9月9日 - 一部が錦町となる[7]。
- 1937年（昭和12年）10月1日 - 港区成立に伴い、同区稲永新田となる[4]。
- 1940年（昭和15年）10月15日 - 一部が一州町・稲永町となる[4]。
- 1985年（昭和60年）7月15日 - 一部が野跡一丁目から同五丁目に編入される[7]。
- 1987年（昭和62年）11月22日 - 一部が錦町および稲永一丁目から同五丁目に編入される[8]。

## 学区
市立小・中学校に通う場合、学校等は以下の通りとなる。また、公立高等学校に通う場合の学区は以下の通りとなる。
| 町丁・丁目 | 小学校               | 中学校               | 高等学校 |
| ---------- | -------------------- | -------------------- | -------- |
| 全域       | 名古屋市立稲永小学校 | 名古屋市立港南中学校 | 尾張学区 |